# Buckower Kleinbahn
| Ein Zug der Buckower Kleinbahn im Bahnhof Müncheberg |                                      |                                          |                                          |
| Streckennummer: | 6534                                 |                                          |                                          |
| Kursbuchstrecke: | 94k (1934) 128a (1946) 206.29 (1998) |                                          |                                          |
| Streckenlänge: | 4,9 km                               |                                          |                                          |
| Spurweite: | 1435 mm (Normalspur)                 |                                          |                                          |
| Stromsystem: | 600 V =                              |                                          |                                          |
| |                                      |                                          |                                          |
| \| \| −1,0 \| Ostbahn von Berlin \| Ostbahn von Berlin \| \| \| −0,5 \| DB Netz / Museumsbahn Buckower Kleinbahn \| DB Netz / Museumsbahn Buckower Kleinbahn \| \| \| \| B 168 – Eberswalder Straße \| \| \| \| 0,0 \| Müncheberg (Mark) Kleinbahnhof \| Müncheberg (Mark) Kleinbahnhof \| \| \| \| Ostbahn nach Küstrin \| \| \| \| \| Eisenbahnweg \| \| \| \| \| Münchehofer Straße \| \| \| \| \| Kreuzfließ \| \| \| \| 2,5 \| Waldsieversdorf (seit Juni 1906) \| Waldsieversdorf (seit Juni 1906) \| \| \| \| Bezeichnung bis 1907: Wüste Sieversdorf \| \| \| \| \| Dahmsdorfer Weg \| \| \| \| 4,9 \| Buckow (Märkische Schweiz) \| Buckow (Märkische Schweiz) \| |                                      |                                          |                                          |
| Strecke | −1,0                                 | Ostbahn von Berlin                       | Ostbahn von Berlin                       |
| Abzweig geradeaus und von links · Abzweig geradeaus und nach rechts | −0,5                                 | DB Netz / Museumsbahn Buckower Kleinbahn | DB Netz / Museumsbahn Buckower Kleinbahn |
| Bahnübergang · Bahnübergang |                                      | B 168 – Eberswalder Straße               | B 168 – Eberswalder Straße               |
| Bahnhof · Bahnhof | 0,0                                  | Müncheberg (Mark) Kleinbahnhof           | Müncheberg (Mark) Kleinbahnhof           |
| Strecke nach rechts · Strecke |                                      | Ostbahn nach Küstrin                     | Ostbahn nach Küstrin                     |
| Bahnübergang |                                      | Eisenbahnweg                             | Eisenbahnweg                             |
| Bahnübergang |                                      | Münchehofer Straße                       | Münchehofer Straße                       |
| Brücke über Wasserlauf |                                      | Kreuzfließ                               | Kreuzfließ                               |
| Haltepunkt / Haltestelle | 2,5                                  | Waldsieversdorf (seit Juni 1906)         | Waldsieversdorf (seit Juni 1906)         |
| Strecke |                                      | Bezeichnung bis 1907: Wüste Sieversdorf  | Bezeichnung bis 1907: Wüste Sieversdorf  |
| Bahnübergang |                                      | Dahmsdorfer Weg                          | Dahmsdorfer Weg                          |
| Kopfbahnhof Streckenende | 4,9                                  | Buckow (Märkische Schweiz)               | Buckow (Märkische Schweiz)               |

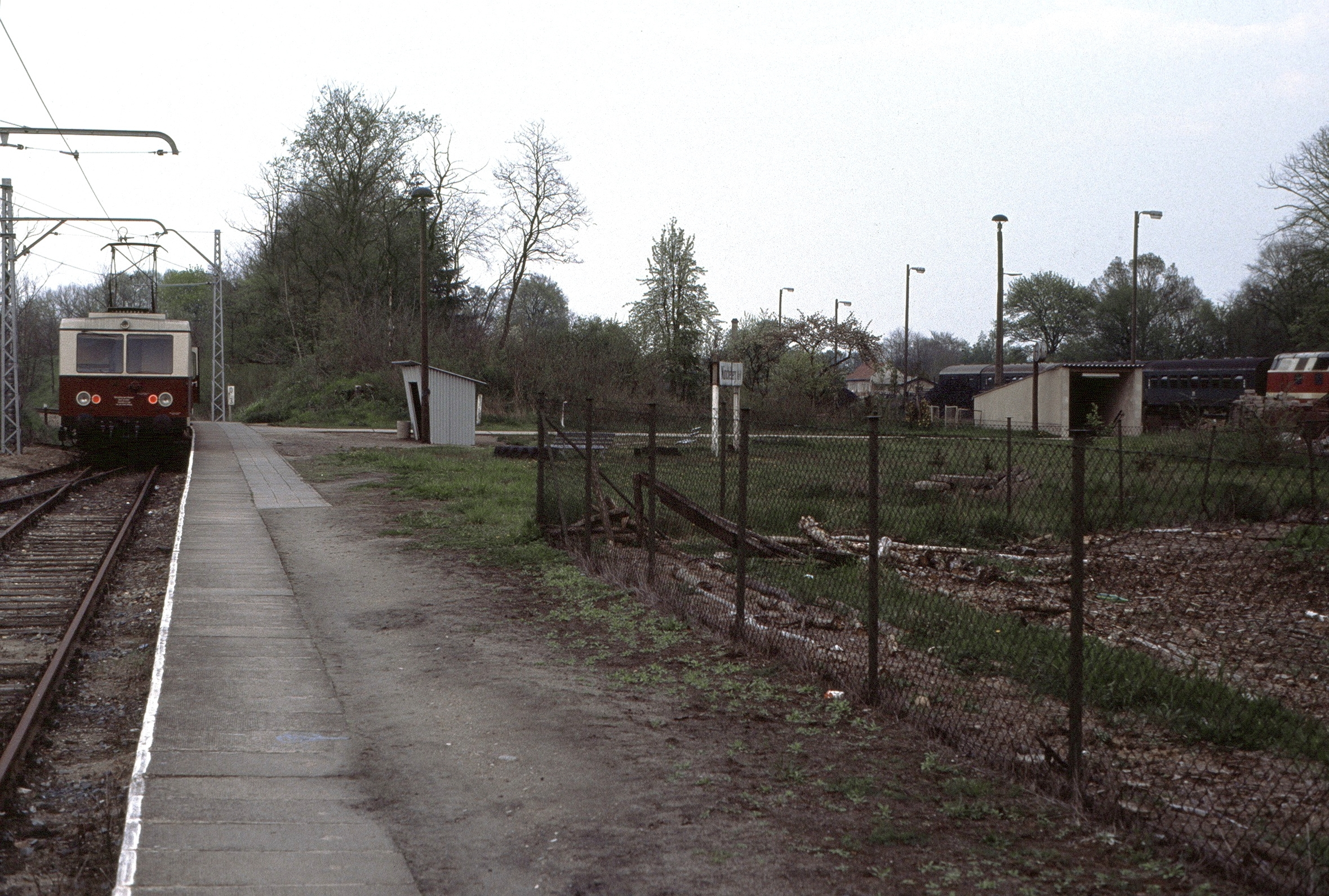
Kleinbahnhof Müncheberg, rechts die Anlagen der Hauptbahn, 1991

Die seit 1897 bestehende Buckower Kleinbahn ist eine Eisenbahnstrecke im Osten Brandenburgs. Von 2002 bis 2023 wurde sie als Museumsbahn nach der Verordnung über den Bau und Betrieb der Straßenbahnen (BOStrab) betrieben und war damit rechtlich gesehen eine Straßenbahn. Seit 2023 wird sie wieder nach der EBO betrieben und ist damit wieder eine Eisenbahn. Die Bahn ist eine Zweigstrecke der Preußischen Ostbahn und wurde im Laufe ihrer Geschichte nie erweitert. Sie wurde zunächst als dampfbetriebene Schmalspurbahn eröffnet und schließlich 1930 umgespurt und elektrifiziert. Seither ist sie ein elektrischer Inselbetrieb ohne Anschluss an das restliche Bahnstromnetz und die einzig elektrisch betriebene Museumseisenbahn mit planmäßigem Betrieb in Deutschland.

## Streckenbeschreibung

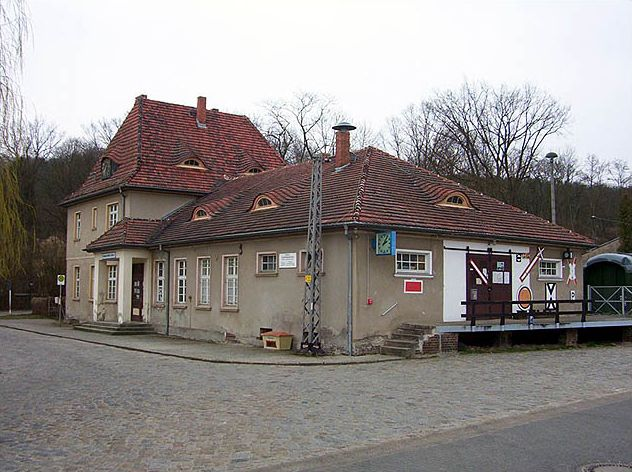
Endbahnhof Buckow mit Museum (rechts)

Blick in das Museum der Kleinbahn (2025)

Die durchgehend eingleisige Strecke zweigt aus Richtung Berlin im Westkopf des Bahnhofs Müncheberg (Mark) von der Ostbahn ab. Eigentlicher Ausgangspunkt der Bahn ist der parallel gelegene, aber separat betriebene Bahnhofsteil Müncheberg (Mark) Kleinbahnhof, von wo aus sie anschließend in nördliche Richtung verläuft. Über den einzigen Zwischenhalt Waldsieversdorf wird nach 4,9 Kilometern der Endbahnhof Buckow (Märkische Schweiz) erreicht. In Müncheberg besteht eine Gleisverbindung zur Hauptbahn, in Buckow gibt es eine Wartungshalle für die Fahrzeuge. Ausweichmöglichkeiten sind auf der Strecke nicht vorhanden, lediglich in den beiden Endbahnhöfen besteht eine Umsetzmöglichkeit.

## Geschichte

### Vorgeschichte
Bereits 1849 gab es Planungen für eine Königliche Ostbahn von Berlin nach Königsberg in Preußen. Die Strecke sollte nah an den Städten Altlandsberg, Strausberg und Buckow vorbeiführen und diese somit allesamt einen Bahnhof erhalten. Da das Königreich Preußen jedoch auch militärische Aspekte in den Vordergrund stellte und die Trasse möglichst preiswert sein sollte, wurde eine fast geradlinige Streckenführung verwirklicht und 1867 eröffnet. Deswegen lagen die Bahnhöfe von Strausberg, Altlandsberg und Buckow weit außerhalb der Stadtgrenzen und die Stadtkerne erhielten keinen direkten Anschluss an das preußische Eisenbahnnetz.
Die Möglichkeit dazu brachte das Preußische Kleinbahngesetz vom 28. Juli 1892. Nachdem am 17. August 1893 bereits die Strausberger Kleinbahn vom Vorstadtbahnhof in die Stadt eröffnet wurde, brachten die Buckower Ratsmänner den Entwurf einer Bahnstrecke von Müncheberg nach Buckow am 30. August 1893 im Landrat des Kreises Lebus ein. Die Kosten übernahmen Stadt, Kreis, Land, Staat und Privatinvestoren zu etwa gleichen Teilen. Mit dem Bau wurde die Firma Phillip Balke beauftragt, die die Strecke am 26. Juli 1897 dem Verkehr übergeben konnte (ein Jahr später erhielt mit der Inbetriebnahme der Altlandsberger Kleinbahn dann auch Altlandsberg seinen Bahnanschluss nach Hoppegarten).

### Eröffnung und Anfangsjahre

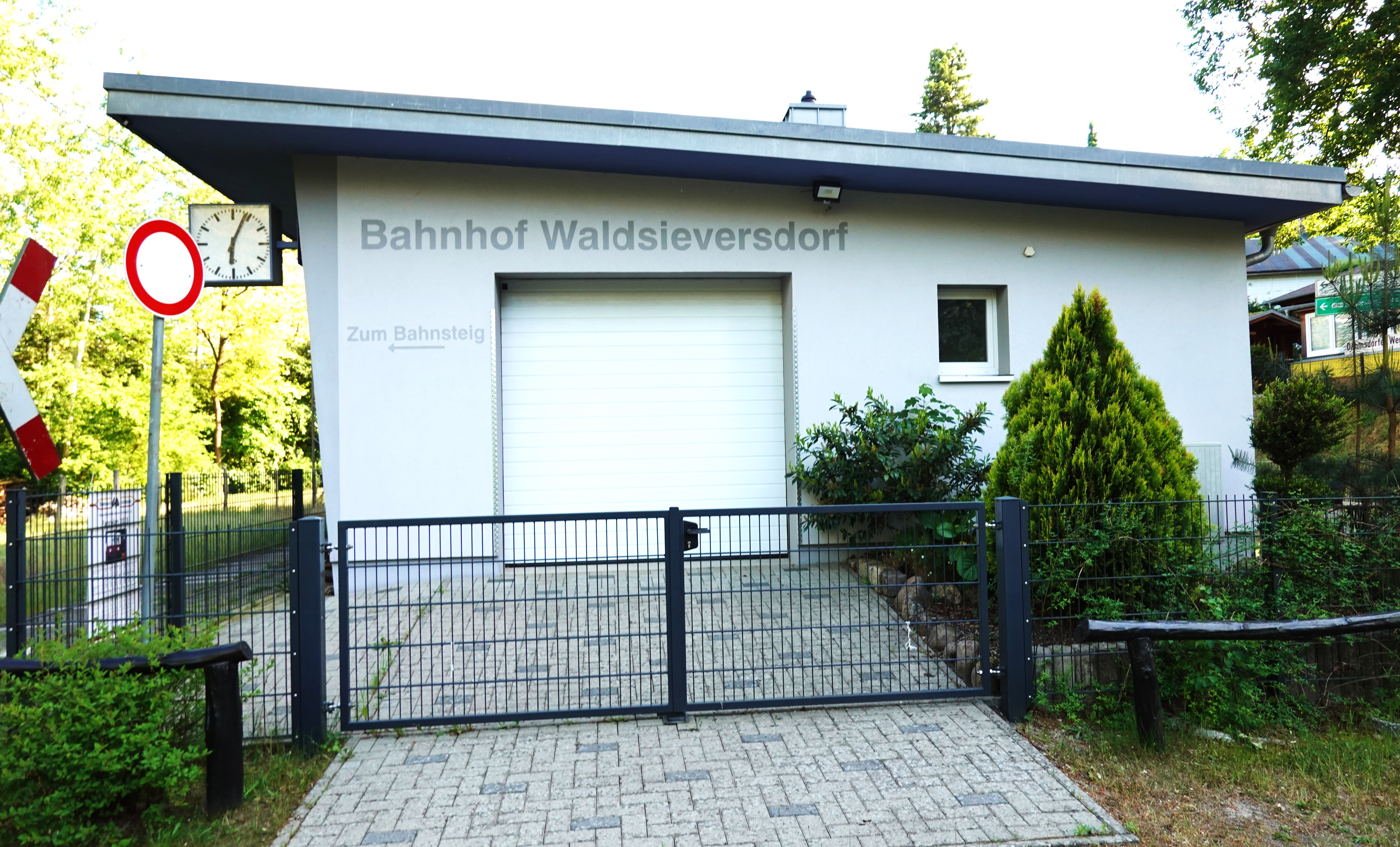
Der nachträglich eröffnete Haltepunkt Waldsieversdorf ist die einzige Unterwegsstation der Buckower Kleinbahn

Die Buckower Kleinbahn wurde zunächst als Schmalspurbahn mit einer Spurweite von 750 Millimetern eröffnet und mit Dampflokomotiven betrieben.
Nach Streitigkeiten zwischen den Orten Buckow und Wüste Sieversdorf (ab 1907 Waldsieversdorf) erhielt letzterer knapp neun Jahre nach dem Bau der Strecke im Juni 1906 ebenfalls einen eigenen Haltepunkt an der Buckower Kleinbahn. Er ist bis heute der einzige Unterwegshalt auf der Strecke. Die Züge halten dort seit der Eröffnung lediglich bei Bedarf. Früher befand sich hier auch ein Ladegleis für den Güterverkehr. Im Vergleich mit der Ostbahn erreichte die Buckower Kleinbahn nie hohe Fahrgastzahlen, jedoch brachte der Ausflugsverkehr die Kleinbahn bereits bald an die Belastungsgrenze. 1925 wurden annähernd 180.000 Personen im Jahr befördert, die meisten davon Berliner auf dem Weg in die Sommerfrische. Um diese Beförderungsleistung zu erbringen, wurden zahlreiche zusätzliche Züge gefahren.

### Umspurung und Elektrifizierung
Nachdem die schmalspurige Kleinbahn dem Ansturm im Ausflugsverkehr bei weitem nicht mehr gewachsen war, wurde ein Umbau der Strecke auf Normalspur unausweichlich. Aufgrund der Leistungsfähigkeit des elektrischen Antriebs entschied man sich ferner für eine Elektrifizierung mit 800 Volt Gleichstrom. 1929 wurde im laufenden Betrieb mit den Bauarbeiten begonnen, bereits am 15. Mai 1930 konnte der elektrische Betrieb aufgenommen werden. Der letzte Kleinbahnzug fuhr am selben Tag. Mit der neuen Betriebsart kamen auch neue Fahrzeuge in Form der elektrischen Triebwagen 1 bis 3 nebst Beiwagen auf die Strecke. Der Strom wurde mit einem – heute museal erhaltenen – Quecksilberdampfgleichrichter bereitgestellt.

### Nachkriegszeit, Verstaatlichung und DDR-Zeit

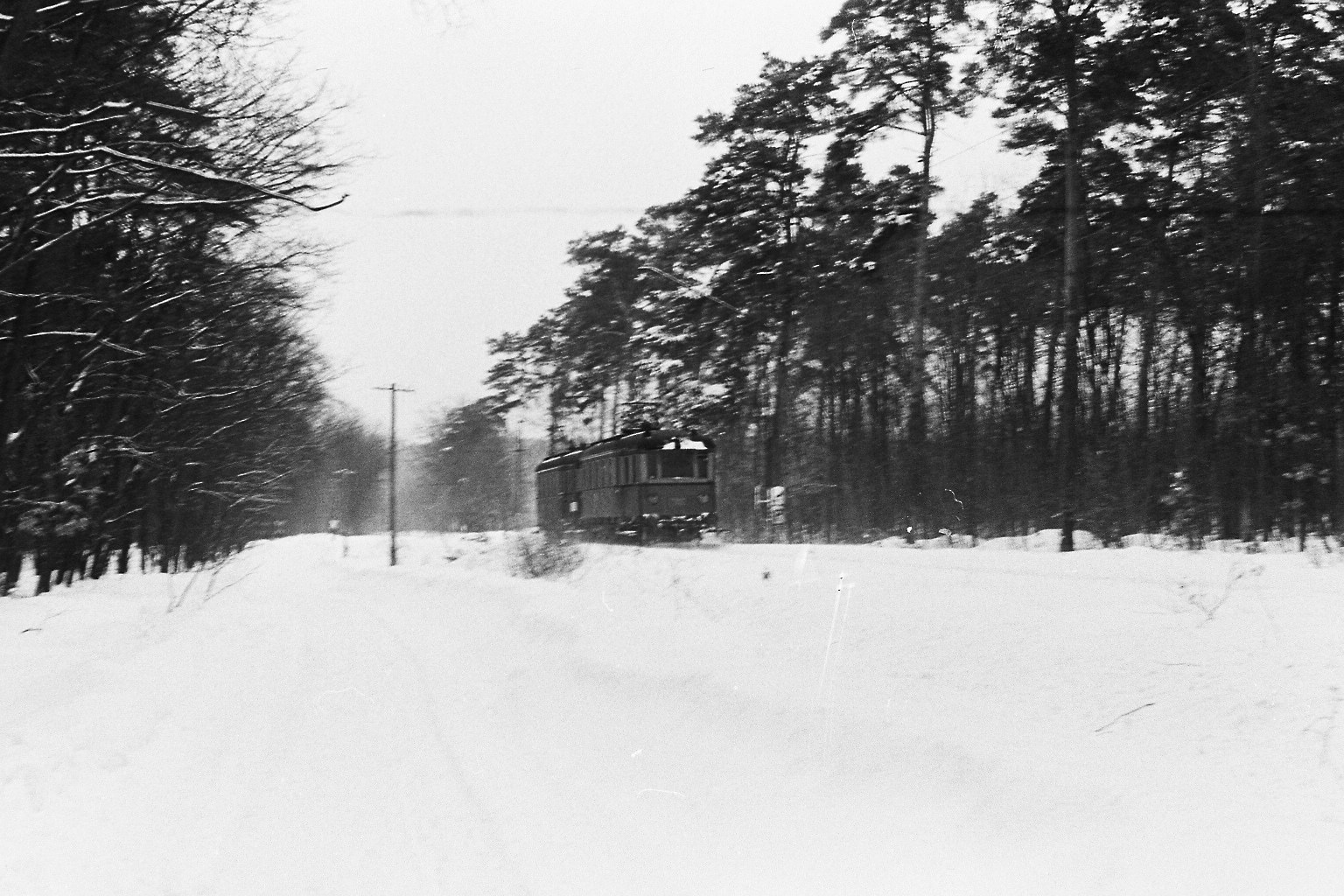
Buckower Kleinbahn Ende der 1970er-Anfang der 1980er Jahre – Höhe Waldsieversdorf (Alter Sportplatz)

Nach dem Krieg wurde die Strecke kurzzeitig wegen der fehlenden Stromversorgung noch einmal mit Dampfloks befahren, bevor 1947 die elektrischen Anlagen wieder hergestellt waren. Am 1. April 1949 wurde die Bahn schließlich verstaatlicht und in die Reichsbahn integriert; organisatorisch unterstand sie fortan der Berliner S-Bahn. Diese übernahm neben dem Betrieb auch die Wartung der Fahrzeuge, jedoch nicht in der hauseigenen Halle in Buckow, sondern im Reichsbahnausbesserungswerk Berlin-Schöneweide. Die Zukunft der Strecke stand jedoch auch weiterhin auf der Kippe, am 30. Januar 1965 wurde der spärliche Güterverkehr auf der Strecke eingestellt, der Personenverkehr sollte nach dem Willen der Deutschen Reichsbahn bald folgen. Der Mangel an Omnibussen sowie der schlechte Zustand der Straßen in der Gegend verhinderten jedoch die Umsetzung des sogenannten Verkehrsträgerwechsels. Die Buckower Kleinbahn war in den darauffolgenden Jahren eine der am besten ausgelasteten Nebenstrecken in der DDR.
Zwischen 1980 und 1982 wurden im Raw Schöneweide drei neue Züge aus je einem Trieb- und einem Steuerwagen gebaut. Da der RGW der DDR einen solchen Neubau jedoch untersagt hatte, wurden die alten Triebwagen zuvor offiziell zur „Rekonstruktion“ nach Schöneweide überführt, aber dort hinterstellt. Nur einige wenige Teile wurden von ihnen weiter verwendet. Der letzte Wagen wurde erst 1992 verschrottet. Gleichzeitig wurde die Fahrspannung des Betriebs von 800 auf 600 Volt heruntergesetzt. Noch 1989 wurde mit dem Neubau des Oberbaus der Strecke begonnen, aufgrund der politischen Wende in der DDR konnte jedoch nur der Abschnitt von Müncheberg bis Waldsieversdorf fertiggestellt werden, der übrige Streckenabschnitt nach Buckow wurde damals lediglich notdürftig instand gesetzt.

### Niedergang und Einstellung des Regelbetriebs

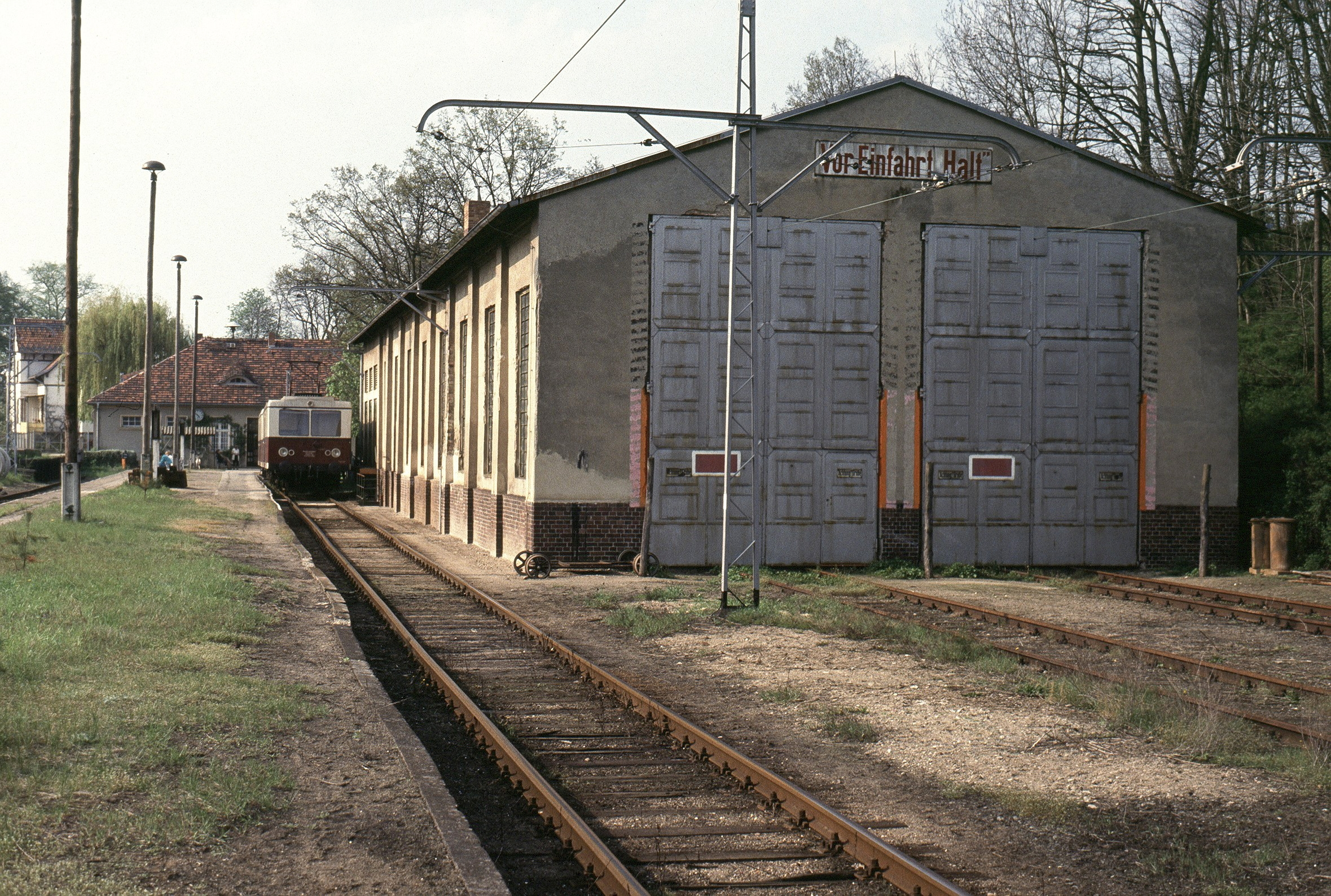
Bahnsteig und Wagenhalle in Buckow, 1991

Weil die Bahn nach der Deutschen Wiedervereinigung durch die Zunahme sowohl der Arbeitslosigkeit als auch des Autoverkehrs an Bedeutung verlor, wurden die 1989 begonnenen Baumaßnahmen später nie weitergeführt. Als auch ein Umbau des Unterwerks wegen einer Umstellung der Energieversorgung nötig geworden wäre, stellte die Deutsche Reichsbahn den elektrischen Betrieb am 22. Mai 1993 ein. Seitdem kamen auf der Strecke dieselbetriebene „Ferkeltaxen“ zum Einsatz; die Züge fuhren teilweise bis Berlin-Lichtenberg durch. Zum 1. Januar 1994 kam die Bahn zur Deutschen Bahn AG. Diese beendete den Personenverkehr mit dem Ende des Sommerfahrplans 1995 (gültig bis Ende September 1995). Im darauf folgenden Winterfahrplan wurde stattdessen ein Busverkehr eingerichtet. Zwei Jahre lang (1996 und 1997) verkehrte die Bahn dann nur noch im Sommer, bevor schließlich auch dieser Saisonverkehr abbestellt wurde – der letzte Zug nach dem bisherigen Fahrplan verkehrte am 27. September 1997. Im Jahr 1998 gab es dann nur noch an Sommerwochenenden und Feiertagen einen regulären Betrieb, bevor schließlich am 27. September 1998 das endgültige Aus für den planmäßigen Nahverkehr auf der Strecke kam. Dank des Einsatzes eines Vereins von Eisenbahnfreunden richtete die Deutsche Bahn am 20. Juni 1999 einen einmaligen Pendelverkehr zwischen Müncheberg und Buckow ein, der von Eisenbahnfreunden und der örtlichen Bevölkerung sehr gut angenommen wurde.

### Museumsbetrieb

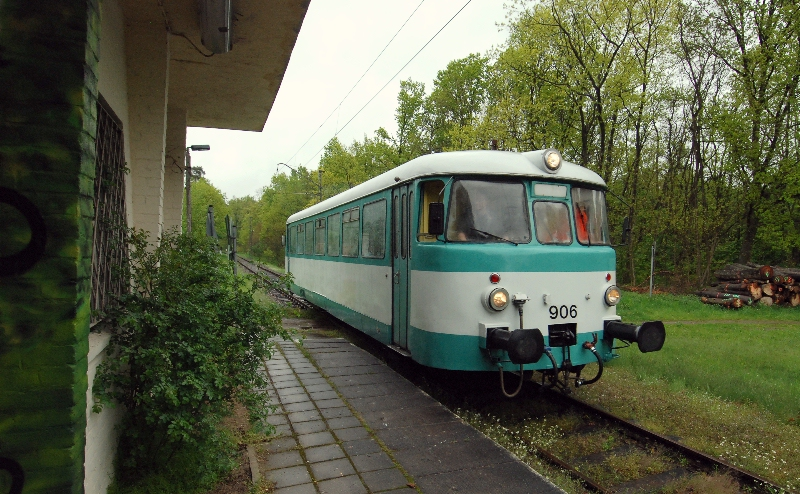
MAN-VT (ex AKN VT 2.17) auf der Buckower Kleinbahn im Haltepunkt Waldsieversdorf

Nach der Aufgabe des regulären Verkehrs nahm sich der Eisenbahnverein Märkische Schweiz e. V. der Strecke an und baute in den folgenden Jahren zunächst das Unterwerk um, um wieder elektrischen Betrieb zu ermöglichen. Es dauerte etwa drei Jahre, bis der Betrieb – wiederum auf die Sommermonate beschränkt – als Museumsbahn mit einem neu errichteten Bahnstromgleichrichterwerk – der Quecksilberdampfgleichrichter ist nicht mehr in Betrieb – wieder aufgenommen werden konnte. Erster Betriebstag war der 14. September 2002. Seither wird die Strecke wieder regelmäßig mit den Triebwagen der Baureihe 479 befahren. Allerdings wird die Bahn nicht mehr als Eisenbahn im Sinne der Eisenbahn-Bau- und Betriebsordnung (EBO) betrieben, sondern nach der vereinfachten Verordnung über den Bau und Betrieb der Straßenbahnen (BOStrab). Unter anderem aus diesem Grund wurde ursprünglich auch das Verbindungsgleis zur Ostbahn blockiert. Nach einem Umbau der Bahnhofsanlagen in Müncheberg ist das Verbindungsgleis wieder regulär nutzbar. Seither werden auch das Gleis 5 und die Ladestraße wieder regelmäßig und eigenwirtschaftlich für den Holzumschlag auf die Eisenbahn genutzt. Seit Beginn des Jahres 2000 ruhte der Güterumschlag, nachdem das Sparprogramm MORA-C der DB AG hier für die Einstellung des Wagenladungsverkehr gesorgt hatte. Seit September 2012 fahren nunmehr private EVU den Bahnhof Müncheberg zum Holzumschlag an. Aber auch die DB AG in Form ihrer Güterverkehrstochter RBH tritt hin und wieder in Münchberg in Erscheinung. Mittlerweile ist Müncheberg der letzte aktive Gütertarifpunkt hinter Strausberg entlang der Ostbahn bis zur polnischen Grenze. Entsprechend  entwickelt sich ein zunehmendes Interesse für den Bahnhof Müncheberg.
In der Nacht vom 16. auf den 17. Juni 2010 kam es zu einem Buntmetalldiebstahl auf einer Fahrleitungslänge von 200 Metern. Nachdem der Betrieb zunächst provisorisch mit einer Diesellok aufrechterhalten werden konnte, kam es wenige Tage darauf zu einem erneuten Diebstahl, so dass der Fahrleitungsdraht auf einer Gesamtlänge von 1,5 Kilometern fehlte. Der wirtschaftliche Gesamtschaden wird auf 100.000 Euro geschätzt. Da der Betrieb mit der zunächst eingesetzten Diesellok auf Grund der abgelaufenen Betriebsfrist nicht mehr möglich war, verkehrte seit dem 10. Juli 2010 auf der Strecke ersatzweise ein MAN-Schienenbus. Am 21. April 2011 wurde die Fahrleitung durch Hilfe von Sponsoren fertiggestellt, so dass auf der Strecke wieder elektrischer Betrieb stattfindet.
In der Nacht zum 19. Januar 2023 kam es erneut zu einem Buntmetalldiebstahl, bei dem etwa 500 Meter Fahrleitung und ein Tragseil gestohlen wurden. Der Schaden wurde von der Polizei auf etwa 25.000 Euro geschätzt. Mit Spendenaktionen konnte erreicht werden, den Betrieb bis Ende April 2023 wiederaufzunehmen.

## Fahrzeuge

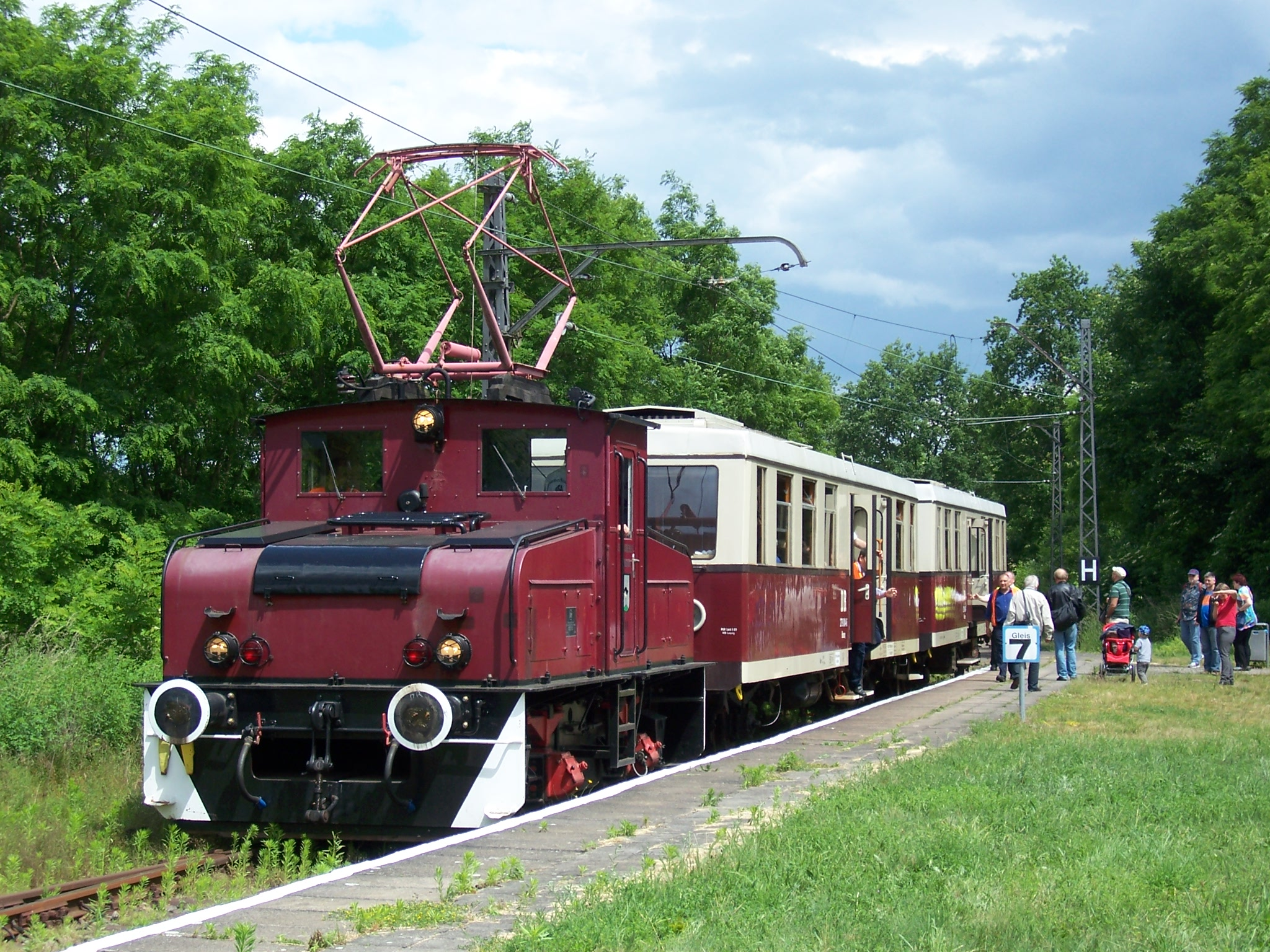
Lok EL 4 und Beiwagen BR 879

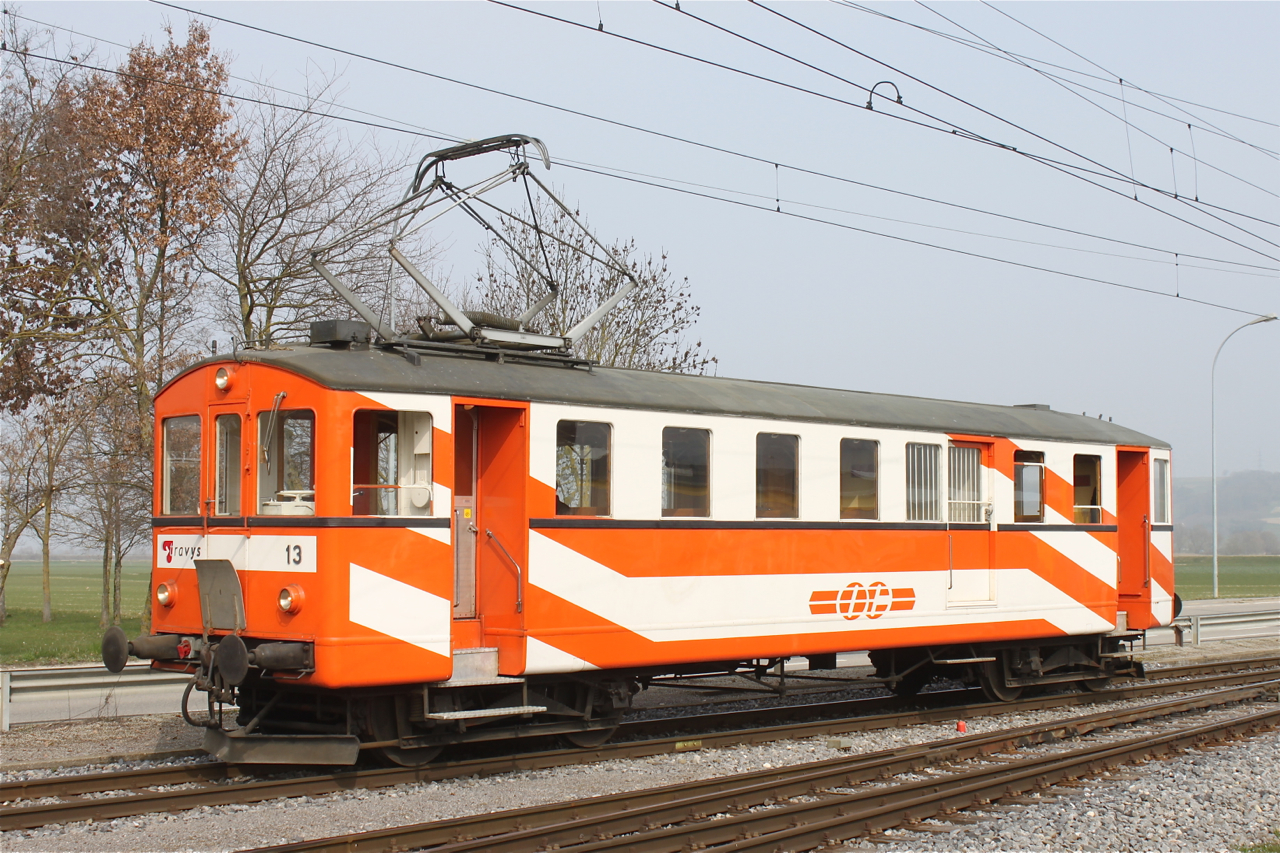
OC BDe 4/4 13

Ursprünglich verfügte die Schmalspurbahn über zwei 1896 von der Mecklenburgischen Maschinen- und Waggonbau AG in Güstrow gebaute dreifachgekuppelte Tenderlokomotiven (Fabriknr. 780 und 781) mit den Bahnnummern 1 und 2. Später soll die Lokomotive Nr. 2 durch eine von Krauss 1891 gefertigte Maschine (Fabriknr. 2377) ersetzt worden sein.
Neben den drei Elektrotrieb- und den drei Beiwagen der Baureihe 479/879 unterhält der Eisenbahnverein auch mehrere Lokomotiven und Nebenfahrzeuge, darunter zwei E-Loks des Typs EL 4, als Dauerleihgabe der Strausberger Eisenbahn. Eine Neuerwerbung im Jahr 2017 war der Schweizer Triebwagen BDe 4/4 13 der  Orbe–Chavornay-Bahn (Baujahr 1920). Des Weiteren sind eine Kö, eine V 22 sowie je ein SKL 24 und 25 vorhanden.